# GB/T 21118-2007
《中华人民共和国小麦粉馒头国家标准》是中华人民共和国政府针对馒头实施的一个国家标准（GB/T 21118-2007 ）。
该标准由国家标准委和国家质检总局于2007年10月16日联合发布，由国家粮食局负责实施，于2008年1月1日起施行。该标准适用于以小麦粉为原料生产的馒头，对其感观、检测方法、检测依据、包装等方面进行了规范。因媒体错误报导称标准连形状、面粉含量、水分含量等都进行了详细的规定，该标准自实施后引来社会各界的关注，也成了不少人的笑柄，但因在社會上的爭議過大，相關部門的人員其後即向社會大眾說明，這個標準僅提供為商家的參考法，並不會強制執行，也不會取締及開罰。